# 21 Ursae Majoris
21 Ursae Majoris är en dubbel- eller multipelstjärna i stjärnbilden Stora björnen.
Stjärnan är av spektraltyp A2V och befinner sig således i huvudserien. Den har visuell magnitud +7,43 och är därmed inte synlig för blotta ögat.